# Tinn Isriyanet
Tinn Isriyanet (thailändisch ติณณ์ อิสริยะเนตร; * 7. Juli 1993 in Bangkok) ist ein thailändischer Badmintonspieler.

## Karriere
Isriyanet machte erstmals international 2010 als Teil des thailändischen Nachwuchsteams mit dem dritten Platz bei den Juniorenasienmeisterschaften auf sich aufmerksam. Fünf Jahre später erreichte er bei der Bahrain International Challenge und den Singapur International das Endspiel. Außerdem gewann Isriyanet an der Seite von Wannawat Ampunsuwan seine ersten internationalen Titel, als er bei der Tata Open India International Challenge und den Smiling Fish erfolgreich war. 2016 wurde er im Gemischten Doppel Zweiter bei den Vietnam International. Bei den Thailändischen Meisterschaften im folgenden Jahr zog Isriyanet im Herrendoppel ins Endspiel ein. 2018 wurde der Thailänder Zweiter bei den Swiss Open, während er mit Kittisak Namdash erstmals bei einem Turnier der BWF World Tour triumphierte, als er bei den Thailand Masters siegte. Im Jahr darauf erspielte er mit der Thailändischen Nationalmannschaft die Bronzemedaille beim Sudirman Cup und wurde mit Kittinupong Kedren nationaler Vizemeister.

## Sportliche Erfolge
| Jahr | Veranstaltung                                | Platz | Disziplin    | Spielpartner          |
| ---- | -------------------------------------------- | ----- | ------------ | --------------------- |
| 2009 | Thailändische Meisterschaft 2009             | 3.    | Herrendoppel | Wannawat Ampunsuwan   |
| 2010 | Juniorenasienmeisterschaft 2010              | 3.    | Mannschaft   | Thailand              |
| 2010 | Singapur Juniors 2010                        | 1.    | Herrendoppel | Wannawat Ampunsuwan   |
| 2015 | Bahrain International Challenge 2015         | 2.    | Herrendoppel | Wannawat Ampunsuwan   |
| 2015 | Singapur International 2015                  | 2.    | Mixed        | Savitree Amitrapai    |
| 2015 | Tata Open India International Challenge 2015 | 1.    | Herrendoppel | Wannawat Ampunsuwan   |
| 2015 | Smiling Fish 2015                            | 1.    | Herrendoppel | Wannawat Ampunsuwan   |
| 2015 | Thailändische Meisterschaft 2015             | 3.    | Herrendoppel | Wannawat Ampunsuwan   |
| 2015 | Thailändische Meisterschaft 2015             | 3.    | Mixed        | Rawinda Prajongjai    |
| 2016 | Vietnam International 2016                   | 2.    | Mixed        | Pacharapun Chochuwong |
| 2016 | Welthochschulmeisterschaft 2016              | 3.    | Herrendoppel | Wannawat Ampunsuwan   |
| 2017 | Sommer-Universiade 2017                      | 3.    | Mannschaft   | Thailand              |
| 2017 | Thailändische Meisterschaft 2017             | 2.    | Herrendoppel | Kittisak Namdash      |
| 2018 | Swiss Open 2018                              | 1.    | Herrendoppel | Kittisak Namdash      |
| 2018 | Thailand Masters 2018                        | 1.    | Herrendoppel | Kittisak Namdash      |
| 2018 | Thailändische Meisterschaft 2018             | 3.    | Herrendoppel | Tanupat Viriyangkura  |
| 2019 | Sudirman Cup 2019                            | 3.    | Mannschaft   | Thailand              |
| 2019 | Thailändische Meisterschaft 2019             | 2.    | Herrendoppel | Kittinupong Kedren    |